# 考夫兰特超市

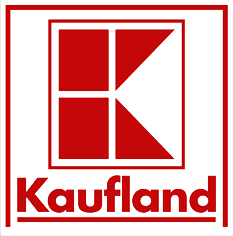
2016年11月前考夫兰特超市的企业标识

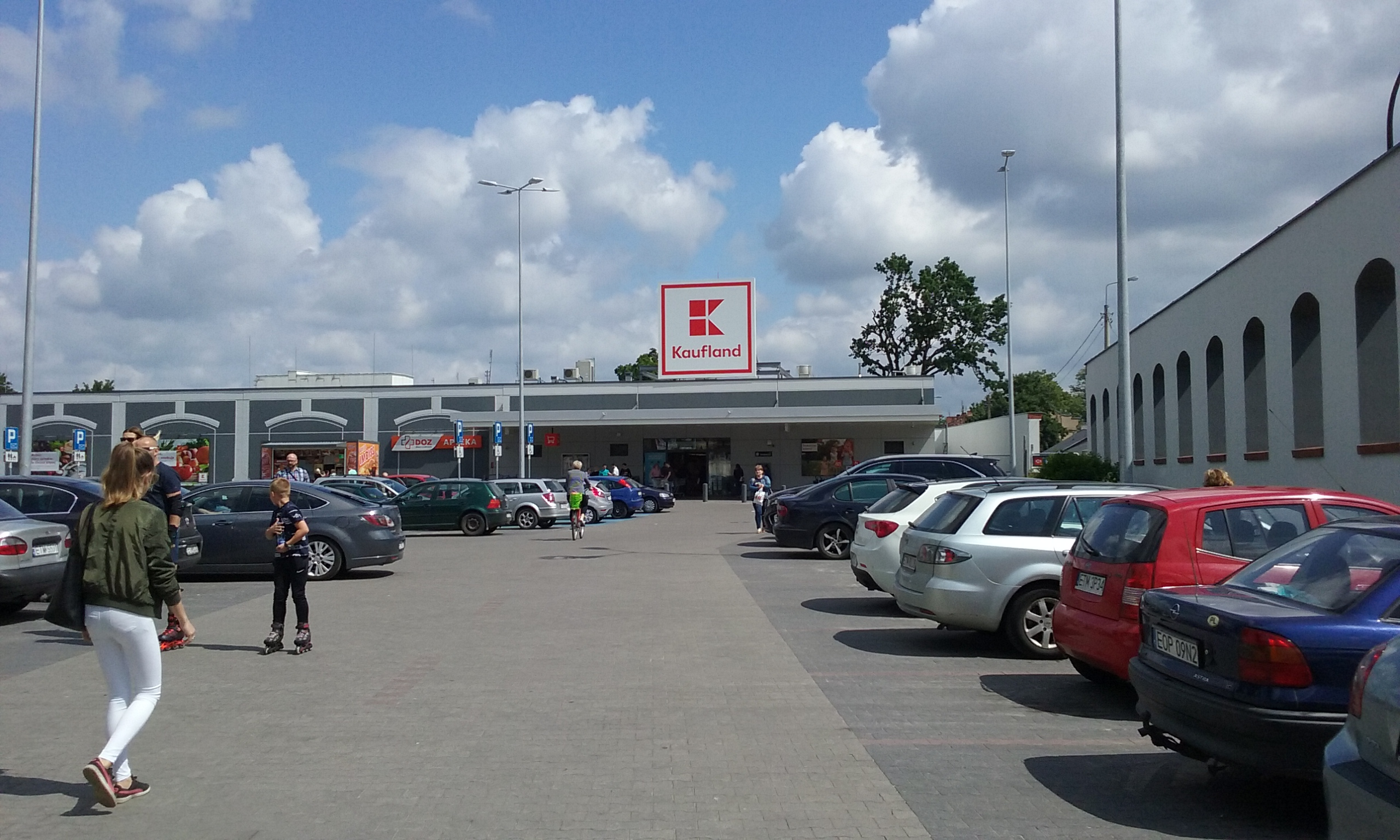
Kaufland在波兰

考夫兰特超市（Kaufland，[ˈkaʊ̯flant]）是一个德国超市品牌，与利多超市同隶属于Schwarz Gruppe集团。

## 历史
1984年成立，其第一家门店于1984年在德国内卡苏尔姆开张营业。随后，考夫兰特超市便快速成为了德国统一前西德领先的超市品牌。
在华人圈中，考夫兰特超市因其门店规模较大，更多地称为“考夫兰特大卖场”，类似于中国大陆的超市品牌农工商大卖场。